# Antietam Creek
Antietam és un rierol (en anglès,creek) afluent del riu Potomac localitzat al centre-sud de Pennsilvània i a l'oest de Maryland, en els Estats Units, en una regió coneguda com a Hagerstown Valley. El terme Antietam es creu que deriva d'una frase dels indis nord-americans que significa rierol que flueix veloç.
El rierol esdevingué famós com a punt neuràlgic de la batalla d'Antietam, durant la Guerra Civil dels Estats Units, lliurada el 17 de setembre de 1862, prop de la població de Sharpsburg, Maryland. El Pont de Burnside, que creua el rierol, es convertí en el principal centre de combat quan les tropes de la Unió, sotal el comandament del general Ambrose E. Burnside, intentaren repetidament capturar el pont, guardat per les tropes confederades. El dia de la batalla es coneix com "el dia en què l'Antietam corria vermell", a causa de la sang dels milers de baixes que hi hagué aquell dia entre les tropes de la Unió, la sang de la qual s'uní a les aigües del rierol.